# 理县
理县（藏語：ལིས་རྫོང་།，威利转写：lis rdzong，藏语拼音：Li Zong、羌语：pauɕuq）是中国四川省阿坝藏族羌族自治州中部偏南所辖的一个县。总面积4318平方公里，2002年人口4万人。

## 历史沿革
古称禹贡，清置理番直隶厅，1914年改理番县，民国三十五年(1946年)更名为理县。

## 行政区划
理县下辖6个镇、5个乡：
杂谷脑镇、米亚罗镇、古尔沟镇、薛城镇、桃坪镇、朴头镇、甘堡乡、蒲溪乡、上孟乡、下孟乡和通化乡。

## 交通
- 317国道过境。

## 特产
卡子核桃：中国地理标志产品。有露仁核桃之称（据《理县志》记载），品质优于其他产区。